# Кореница (община Кривогащани)
Вижте пояснителната страница за други значения на Кореница.
Кореница (на македонска литературна норма: Кореница) е село в Северна Македония, община Кривогащани.

## География
Селото е равнинно, разположено в областта Пелагония на няколко километра източно от град Крушево.

## История
В XIX век Кореница е изцяло българско село в Прилепска кааза на Османската империя. Църквата „Свети Никола“ е от 1859 година.
В „Етнография на вилаетите Адрианопол, Монастир и Салоника“, издадена в Константинопол в 1878 година и отразяваща статистиката на населението от 1873 година, Кореница (Korénitza) е посочено като село с 20 домакинства и 92 жители българи.
Според статистиката на Васил Кънчов („Македония. Етнография и статистика“) от 1900 година Кореница наброява 105 жители, всички българи християни.
На Етнографската карта на Битолския вилает на Картографския институт в София от 1901 година Кореница е чисто българско село в Прилепската каза на Битолския санджак с 15 къщи.
Според Никола Киров („Крушово и борбите му за свобода“) към 1901 година Корейнца има 25 български къщи.
В началото на XX век жителите на селото са под върховенството на Българската екзархия. По данни на секретаря на екзархията Димитър Мишев („La Macédoine et sa Population Chrétienne“) през 1905 година в Кореница има 104 българи екзархисти.
Според преброяването от 2002 година селото има 62 жители северномакедонци.